# Køge Bugt Motorvejen
Autostrada M10 (duń. Køge Bugt Motorvejen) – autostrada biegnąca ze wschodu na południowy zachód od węzła Avedøre, gdzie krzyżuje się z autostradą M3 (Amagermotorvejen) i Motorring 3 do węzła Køge-Vest, gdzie krzyżuje się z autostradą M20 (Vestmotorvejen) i autostradą M30 (Sydmotorvejen).
Mimo oznaczenia duńskiej autostrady jako M10, na oznakowaniach występuje jedynie symbol E20.

## Odcinki międzynarodowe
Droga na całej długości jest częścią trasy europejskiej E20.

Droga na całej długości jest częścią trasy europejskiej E47.

Droga na całej długości jest częścią trasy europejskiej E55.